# Per Erik von Essen
Per Erik Gustaf von Essen, född 6 december 1916 i Lena församling i Uppsala län, död 20 januari 1971 i Lena församling, var en svensk friherre och företagsledare.
von Essen studerade vid Kungliga Lantbrukshögskolan (KLH) där han gick ut 1939 och vid Alnarp där han avlade lantmästarexamen 1942. Han ägde och brukade Salsta-Wattholma egendom, var verkställande direktör i AB Salsta Tegel samt delägare i Vaksala tegelbruk. Han var styrelseledamot i Svenska handelsbankens avdelningskontor i Uppsala, Uppsala läns brandstodsbolag, Norunda häradsallmänning, Tegelbrukens försäljningsbolag och Vaksala tegelbruk. Han var riddare av Johanniterorden (RJohO), hade finsk krigsminnesmedalj (FMM) och Svenska Jägarförbundets guldmedalj (SvJägFGM).
Per Erik von Essen var son till kammarherre Fredrik von Essen och Wera Lagercrantz samt sonson till riksmarskalk Fredrik von Essen. Han gifte sig 1942 med Charlotte Tornérhielm (1918–1974), dotter till Rudolf Tornérhielm och Stina De la Gardie. De fick barnen Gustaf von Essen 1943, Nils 1944, Agneta 1947, Kim 1952 och Wilhelm 1956. Sonen Kim är svärfar till författaren Eleonora von Essen.